# Medusozoa

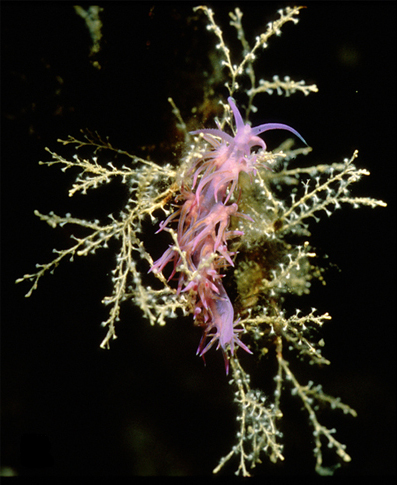
Колониальный гидроид Eudendrium racemosus, поедаемый голожаберным моллюском Flabellina affinis

Medusozoa — подтип стрекающих (Cnidaria). Жизненный цикл большинства представителей состоит в чередовании полового (медузоидного) и бесполого (полипоидного) поколений. В этом Medusozoa противопоставляются лишённым такого чередования коралловым полипам. Другие характерные отличия касаются строения стрекательных клеток и структуры ДНК митохондрий. В настоящее время общепризнанной традиции разбиения этой группы не существует: разные исследователи выделяют от двух до пяти классов. Сравнительно недавно получила широкую поддержку гипотеза о принадлежности к Medusozoa миксоспоридий. Подтип насчитывает около 3200 видов (без учёта миксоспоридий).

## Жизненный цикл
Типичный жизненный цикл Medusozoa представляет собой метагенез — чередование полового и бесполого поколений. Развитие представителей бесполого поколения начинается с оплодотворённого яйца, которое претерпевает дробление, гаструляцию и развивается в ресничную личинку — планулу. Планулы Medusozoa не способны добывать пищу и существуют за счёт запаса желтка, в связи с чем срок их существования невелик. Выбрав субстрат для оседания, личинка прикрепляется к нему передним концом тела, выделяет хитиновую кутикулу и развивается в следующую стадию, которая у разных представителей может представлять собой либо одиночного полипа, либо колонию. На этой стадии имеет место почкование, в результате которого либо воспроизводятся полипы (или зооиды в колонии), либо образуются раздельнополые особи полового поколения, обычно переходящие к планктонному образу жизни, — медузы. Достигнув половой зрелости, медузы-самцы вымётывают сперматозоиды в толщу воды (иногда имеет место сперматофорное осеменение). Развитие личинок часто происходит в ассоциации с материнским организмом.

### Модификации цикла
У многих представителей наблюдаются отклонения от классической схемы, состоящие в редукции полипоидной или медузоидной стадии. Жизненный цикл тех Medusozoa, у которых одна из этих стадий была полностью утрачена, по аналогии с метагенезом называют гипогенезом. Нередко у таких лишённых чередования поколений форм сильно модифицировано строение, в связи с чем определение того, какая именно стадия сохранилась оказывается дискуссионным.

## Различия полипов и медуз
Наиболее принципиальное отличие полипоидного поколения от медузоидного — степень развития мезоглеи (соединительной ткани между эпителием поверхности тела и эпителием кишечника). У полипов мезоглея обычно выражена слабо и представляет собой базальную пластинку этих эпителиев, тогда как мезоглея медуз развита в объёмную студенистую массу, выполняющую скелетную функцию.

## Систематика
Латинские названия для этого таксона были предложены Л. фон Сальвини-Плавеном (Tesserazoa) и К. Петерсеном (Medusozoa) в 1978 и 1979 годах, соответственно. В настоящее время Medusozoa рассматривают в качестве сестринской группы по отношению к коралловым полипам.
Традиционно представителей этой группы разделяли на два класса — гидроидных и сцифоидных, однако в 70-х годах немецкий исследователь Бернард Вернер, на основании особенностей жизненного цикла, предложил выделить кубомедуз в качестве отдельного класса. Позднее из состава сцифоидных в составе объединённого класса Staurozoa также были выделены ставромедузы и ископаемая группа Conulatae, однако впоследствии состав последнего класса был пересмотрен и теперь к нему относят лишь ставромедуз.

## Прикладное значение

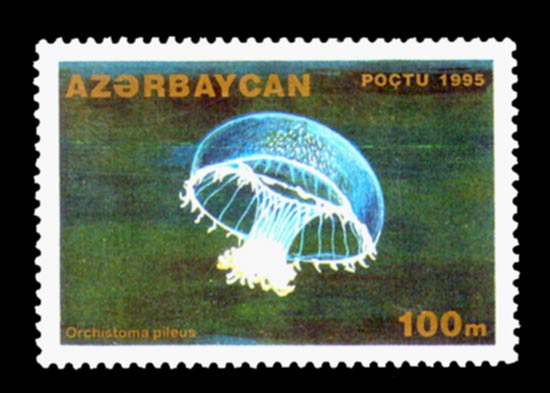
Медуза-корнерот на марке Азербайджана

Крупные медузы класса сцифоидных во время вспышек численности (англ. jellyfish bloom) способны серьёзно осложнять рыболовецкий промысел. В то же время, представителей некоторых видов в странах Дальнего Востока употребляют в пищу. Яд стрекательных клеток наиболее ядовитых представителей используют в фармакологии. В генной инженерии выделенные из генома представителей этого подтипа гены белков-люминофоров используют для визуализации экспрессии белка с фрагментов ДНК, встроенных в геном организма-реципиента или культуры клеток.

### Опасность для человека
Яд стрекательных клеток некоторых представителей группы опасен для человека и может привести к летальному исходу. Из них наиболее известны планктонные формы: медузы морская оса и крестовик и сифонофора португальский военный кораблик. Также может вызвать сильный ожог прикосновение к колониальным гидроидным полипам из семейства Milleporidae.